# Анчорена, Томас Хоакин де
Томас Хоакин Анхель Мигель де Анчорена Пачеко (исп. Tomás Joaquín Ángel Miguel de Anchorena Pacheco; 24 января 1923, Буэнос-Айрес — 31 мая 2022, Буэнос-Айрес) — аргентинский политик и дипломат. Внук мэра Буэнос-Айреса Хоакина де Анчорены, правнук министра иностранных дел Аргентины Томаса де Анчорены, потомок ряда других заметных фигур аргентинской истории. Представитель богатейшего семейства, владевшего в середине XX века 400—500 тысячами гектаров земли.
В 1939 году поступил в Национальный военный колледж, откуда выпустился в 1943 году в чине младшего лейтенанта. Служил в армии до 1951 года, когда был вынужден выйти в отставку в капитанском чине из-за причастности к попытке государственного переворота под руководством генерала Бенхамина Менендеса. После этого посвятил себя управлению семейными сельскохозяйственными владениями, на которых развивалось в первую очередь молочное и мясное животноводство: в 1960—1966 гг. член правления Ассоциации заводчиков голландско-аргентинской породы, в 1965—1967 гг. член управляющего комитета объединяющего крупных землевладельцев Аргентинского сельского общества, в 1967—1969 гг. секретарь Аргентинской ассоциации региональных консорциумов для сельскохозяйственных экспериментов.
В 1969—1970 гг. заместитель министра сельского хозяйства и животноводства. В апреле 1970 года выступил с резкой критикой государственного руководства, обвинив его в измене интересам национальных производителей ради выгоды международного монополистического капитала. После этого выступления был отправлен в отставку, однако уже в январе-феврале 1971 года возглавлял аргентинскую делегацию на Конференции ООН по пшенице в Женеве.
Утверждается, что Анчорена был близок к партии Гражданский радикальный союз, и именно её лидер Рикардо Бальбин стоял за назначением Анчорены послом Аргентины во Франции в 1976 году. Представляя в Париже диктаторский режим Хорхе Виделы, в 1977 году был одним из инициаторов совещания аргентинских дипломатов в Европе, на котором по его предложению было принято решение о создании в Париже специального информационного центра для контрпропаганды, нацеленной на обеление репрессивной государственной политики Аргентины. Вскоре, однако, выяснилось, что созданный при посольстве центр, контролируемый на практике военными, в значительной мере используется для закулисных манёвров, направленных на повышение влияния адмирала Эмилио Массеры; сотрудница посольства Елена Хольмберг, вызванная в Буэнос-Айрес для прояснения ситуации, была похищена и убита, и на последовавшем судебном процессе Анчорене пришлось выступить с показаниями. В 1981 г. срок полномочий Анчорены закончился, и он вернулся в Аргентину.